# Lucas Senoner
Lucas Senoner (* 15. Januar 1983 in Bozen) ist ein ehemaliger italienischer Skirennläufer. Er fuhr in allen Disziplinen, feierte aber seine größten Erfolge im Slalom und Riesenslalom sowie in der Kombination.

## Biografie
Senoner fuhr seine ersten FIS-Rennen im Dezember 1998. Im Europacup ging er erstmals im Dezember 2001 an den Start. Erste größere Erfolge feierte er bei den Juniorenweltmeisterschaften 2003, als er in der Kombination die Silber- und im Slalom die Bronzemedaille gewann. In der Europacupsaison 2003/04 belegte er mit zwei Siegen punktegleich mit Reinfried Herbst den zweiten Platz in der Slalomwertung. Sein erstes Rennen im Weltcup fuhr Senoner im Dezember 2003, den Riesenslalom auf der Gran Risa in Alta Badia. Ein Jahr später konnte er ebenfalls im Riesenslalom von Alta Badia seine ersten Weltcuppunkte gewinnen. Seine besten Weltcupplatzierungen sind zwei 13. Plätze im Slalom von Flachau am 22. Dezember 2004 und im Riesenslalom von Kranjska Gora am 26. Februar 2005. In den folgenden Jahren konnte er an diese Ergebnisse meist nicht mehr anschließen. Sein letztes Weltcuprennen bestritt er im März 2007, danach nahm er noch zwei Jahre an Europacup- und FIS-Rennen teil. In den Jahren 2007 und 2008 wurde er italienischer Meister im Slalom.

## Erfolge

### Weltcup
- 5 Platzierungen unter den besten 20

### Europacup
- 2. Platz in der Slalomwertung 2003/04
- Insgesamt 2 Siege:

| Datum        | Ort           | Land      | Disziplin |
| ------------ | ------------- | --------- | --------- |
| 1. März 2004 | Kranjska Gora | Slowenien | Slalom    |
| 8. März 2004 | Sierra Nevada | Spanien   | Slalom    |

### Junioren-Weltmeisterschaften
- Tarvisio 2002: 8. Slalom, 10. Kombination, 28. Abfahrt, 29. Super-G
- Briançonnais 2003: 2. Kombination, 3. Slalom, 17. Abfahrt, 19. Super-G, 22. Riesenslalom

### Weitere Erfolge
- Zweifacher italienischer Meister im Slalom 2007 und 2008
- Vierfacher Italienischer Juniorenmeister (Slalom 2003, Riesenslalom 2002 und 2003, Kombination 2003)
- 13 Siege in FIS-Rennen (11× Riesenslalom, 2× Slalom)